# Notacanthus
Notacanthus è un genere di pesci ossei abissali appartenente alla famiglia Notacanthidae.

## Distribuzione e habitat
I membri del genere si incontrano in tutti i mari e gli oceani. Nel mar Mediterraneo vive la specie Notacanthus bonaparte.

## Specie
- Notacanthus abbotti
- Notacanthus bonaparte
- Notacanthus chemnitzii
- Notacanthus indicus
- Notacanthus sexspinis
- Notacanthus spinosus[1]